# June Harrison
June Harrison, född 23 december 1925 i Chicago, död 10 mars 1974 i Los Angeles, var en amerikansk skådespelare. Hon började agera professionellt som barn. Hon är känd för sina roller i filmer som Bringing Up Father (1946), Jiggs och Maggie in Court (1948) och Jiggs and Maggie i Jackpot Jitters (1949). Hon var gift med George Campeau (1918 - 2011), med vilken hon skulle få fyra barn. 